# Zoran Bujas
Zoran Bujas, hrvaški psiholog, pedagog in akademik, * 1910, † 2004.
Bujas je bil profesor na Filozofski fakulteti v Zagrebu; bil je tudi član Hrvaške akademije znanosti in umetnosti. Njegov oče Ramiro Bujas (1879-1959) je bil utemeljitelj  hrvaške (in jugovzhodnoevropske) znanstvene in eksperimemtalne psihologije, prav tako profesor na zagrebški univerzi.